# Elecciones federales de Alemania Occidental de 1976
Las elecciones federales de Alemania Occidental de 1976 tuvieron lugar el domingo 3 de octubre de 1976 con el objetivo de renovar los 496 escaños electos del Bundestag, a los que luego se sumarían los 22 escaños de representación delegativa sin derecho a voto de Berlín Oeste, conformando la legislatura para el período 1976-1980. Serían los sextos comicios desde la derrota de Alemania en la Segunda Guerra Mundial y la ocupación y partición del país.
La Unión o CDU/CSU (unidad formada por la Unión Demócrata Cristiana y la Unión Social Cristiana de Baviera), bajo la candidatura de Helmut Kohl, fue la fuerza más votada con el 48.63% y 254 escaños, a tan solo 6 de la mayoría absoluta. la alianza atravesaba una fuerte crisis por las crecientes diferencias entre los sectores más conservadores de la CSU y las facciones más liberales de la CDU. El oficialista Partido Socialdemócrata de Alemania (SPD) fue por sí solo el partido más grande con un 42.56% y 224 escaños, mientras que su aliado de coalición, el Partido Democrático Libre (FDP), logró el 7.92% y los 40 escaños restantes, por lo que la coalición Social-Liberal gobernante conservó una mayoría de 264 escaños, permitiendo al canciller Helmut Schmidt continuar gobernando.
Mientras que la CSU logró más del 60% de los votos en Baviera, ninguno de sus candidatos pudo acceder al gabinete federal debido a la derrota de la CDU en el resto de Alemania, lo que provocó todavía más fricciones y aceleró un quiebre dentro de la Unión, que se oficializó el 19 de noviembre cuando los 53 diputados socialcristianos rechazaron formar un bloque parlamentario conjunto con la CDU. Sin embargo, menos de un mes después, el 12 de diciembre, ambos partidos se reconciliaron bajo la promesa de presentar en las siguientes elecciones un candidato a canciller de la CSU, lo que resultó en otro fracaso electoral.

## Resultados
Los resultados fueron:
| Partido               | Partido                         | Lista de partido | Porcentaje de votos | Porcentaje de votos | Total de escaños | Total de escaños | Porcentaje de escaños |
| --------------------- | ------------------------------- | ---------------- | ------------------- | ------------------- | ---------------- | ---------------- | --------------------- |
|                       | Partido Socialdemócrata (SPD)   | 16.099.019       | 42,6%               | -3,2%               | 214              | -16              | 43,1%                 |
|                       | Partido Demócrata Libre (FDP)   | 2.995.085        | 7,9%                | -0,5%               | 39               | -2               | 7,9%                  |
|                       | Unión Demócrata Cristiana (CDU) | 14.367.302       | 38,0%               | +2,8%               | 190              | +13              | 38,3%                 |
|                       | Unión Social Cristiana (CSU)    | 4.027.499        | 10,6%               | +1,0%               | 53               | +5               | 10,7%                 |
|                       | Otros partidos                  | 333.595          | 0,9%                |                     | 0                |                  | 0,0%                  |
| Votos nulos/en blanco | Votos nulos/en blanco           | 343.253          | -                   | -                   | -                | -                | -                     |
| Totales               | Totales                         | 38.165.753       | 100,0%              |                     | 496              | +0               | 100,0%                |

Notas
Es importante señalar que hubo veintidós miembros del parlamento (10 SPD, 11 CDU, 1 FDP) en representación del Berlín Oeste que no habían sido elegidos directamente, pero que fueron enviados por el parlamento berlinés en representación de la ciudad. Todo esto se debía a la situación especial que existía por el estatus político de la antigua capital alemana y los acuerdos de las cuatro potencias aliadas tras la Segunda Guerra Mundial. A pesar de su presencia en el Bundestag, los delegados berlineses no podían participar en las votaciones del parlamento.

## Post-elección
La coalición entre el SPD y el FDP se mantiene en el poder, con Helmut Schmidt como Canciller.